# Teen pop
La música teen pop es un género de la música pop que está orientada hacia los adolescentes, con intérpretes adolescentes. Sus orígenes culturales se remontan hacia mediados de la década de 1980 en los Estados Unidos. Las consolas más utilizadas son la caja de ritmos, el sintetizador y la voz. Este también es conocido como teen rock, teen punk, teen R&B. Aunque realmente se ha hecho mencionar que esta forma de género musical realmente surgió a mediados de los 70, con la aparición de Los Jackson Five y más tarde en la década de los 80 en Latinoamérica, con grupos juveniles como Menudo, Timbiriche, Los Chamos y Los Chicos, con artistas juveniles como Luis Miguel.

## Historia

### Primera generación
El género tomó fuerza e importancia a mediados y finales de la década de 1980, alcanzando su máximo apogeo en la década de 1990 e inicios de la década de 2000, donde surgió una generación plagada de artistas pop adolescentes que tuvieron enorme éxito e impacto cultural en los adolescentes de todo el planeta. Esta generación se caracterizó por las impresionantes ventas de discos vendidos y convocar a masas de adolescentes de alrededor del mundo en cada presentación en vivo. Todo esto provocó que la escena musical del pop de aquella época girara en torno a estos artistas.
En 1984 se formó una de las primeras boybands, New Kids on the Block. Es considerada la boyband que sentó las bases para las demás agrupaciones que aparecerían más adelante en la escena musical. Llegaron a gozar de un considerable reconocimiento tanto en Estados Unidos como en otros países de Europa y Asia a finales de la década de los 80 y principios de los 90.
Años más tarde, surgirían los Backstreet Boys, quienes también gozaron de un importante éxito internacional. Estas bandas no solo dieron inicio a la era del teen pop sino que también dieron inicio a la etapa de las "boyband". Los Backstreet Boys dominaban la escena musical libre hasta el año 1998 cuando apareció otra boyband muy exitosa fuera y dentro de su país de origen, llamada 'N Sync. Ambas agrupaciones procedentes de los Estados Unidos.
Hanson, un trío de hermanos estadounidenses, también figuraron en esta generación alcanzando popularidad en la segunda mitad de la década de los 90 y principios de los 2000 teniendo grandes éxitos en los Estados Unidos, Europa y Latinoamérica.
Del otro lado del Atlántico, en 1996, aparecía el grupo musical femenino más famoso y exitoso, las Spice Girls, quinteto británico que dominó las listas pop de todo el planeta a finales del siglo pasado e inicios del nuevo milenio. Los siguientes años se darían a conocer otras dos boybands también procedentes del Reino Unido, 5ive en 1997 y Westlife en 1998, aunque con un éxito de menor magnitud que sus competidores americanos. En 1996 surgió el grupo australiano Savage Garden, que a pesar de solo haber lanzado 2 álbumes logró vender más de 25 millones de copias en todo el mundo convirtiéndolos en el dúo pop más exitoso de la historia.
Posteriormente, en el año 1999, aparecieron en escena cantantes como Britney Spears y Christina Aguilera, ambas siendo reconocidas a nivel internacional, iniciando la etapa de las llamadas "princesas pop" junto con cantantes como Jessica Simpson y Mandy Moore, quienes también surgieron en 1999 pero teniendo un impacto comercial mucho menor que las primeras mencionadas. 
Ya para la etapa final de esta primera generación aparecieron dos grupos mixtos: S Club 7 en 1999 procedentes del Reino Unido y el cuarteto sueco A*Teens en 1998 . Ambas agrupaciones obtuvieron mucha popularidad principalmente a lo largo de toda Europa y Asia convirtiéndolos en fenómenos pop. A finales de 1999 se dio a conocer un dúo pop femenino procedente de Noruega, M2M, que se dio a conocer gracias a la canción incluida en la banda sonora de Pokémon The First Movie: Mewtwo Strikes Back, pero su primer álbum fue lanzado en el año 2000 y gozaron de gran éxito a principios del nuevo milenio, convirtiéndolas en ídolos en su país de origen así como en el resto de Europa y lugares como Chile y México. Por último, también a mitad de 1999 apareció otra boyband estadounidense compuesta por chicos entrando en la pubertad llamada Dream Street, aunque este grupo tuvo un éxito menor solo en su país de procedencia, pero destacados por haber hecho conciertos para caridad y haber interpretado una canción para una película de Pokémon.

### Segunda generación
En esta segunda generación, llevada a cabo principalmente por Disney Channel, Nickelodeon, The X Factor (Estados Unidos) y The X Factor (Reino Unido) influyen artistas como Taylor Swift, Justin Bieber, Ariana Grande, Miley Cyrus, Selena Gomez, Jonas Brothers, Fifth Harmony, One Direction, Demi Lovato, 5 Seconds of Summer,  Little Mix, DNCE entre muchos otros. Ellos han ganado fama gracias a programas de televisión, por su música y mediante YouTube. Ariana Grande y Justin Bieber son reconocidos por Billboard como los dos artistas juveniles en tener más top 10s en la lista Billboard Hot 100.
Varios de estos se vieron influenciados de gran manera en las anteriores generaciones de artistas adolescentes.

### Tercera generación
En la tercera generación, generalmente llevada a cabo por YouTube y programas de talento figuran artistas como Halsey, Melanie Martinez, Charlie Puth, Troye Sivan, Hailee Steinfeld, Zara Larsson, Sabrina Carpenter, Dua Lipa, Bebe Rexha, Shawn Mendes, Camila Cabello, Harry Styles, Billie Eilish, Blackpink, BTS, Ava Max, entre otros. 

## El teen pop en español

### Primera generación
Este género musical ha sido difundido en distintos países de habla hispana a través de grupos musicales como Timbiriche, Los Chamos, OV7 y Menudo, así como de estas mismas generaciones de cantantes que se empezaron a formar desde los años 1980 se han destacado figuras de la música como Chayanne, Luis Miguel o Ricky Martin, desde los años 1990 también destacan artistas como Shakira, Juanes, Thalía, Paulina Rubio.

### Segunda generación
De mediados de la década de los 2000  y a finales de dicha década en adelante, en este género influyen cantantes o grupos musicales como David Bisbal, Belinda, Reik, Sin Bandera, Noel Schajris, Río Roma, Jesse & Joy, Ha*Ash, RBD, Miranda!, Teen Angels, Camila, Mon Laferte, Chino & Nacho  , Paty Cantú

### Tercera generación
En la tercera generación, generalmente llevada a cabo por YouTube,  programas de talento o series juveniles figuran artistas como Danna Paola, Sebastián Yatra, Becky G, Maluma, CNCO,  Sofía Reyes, Mario Bautista, Manuel Turizo, Morat, Piso 21, Aitana, Greeicy, Lali, Lola Índigo, TINI, Karol Sevilla, Evaluna Montaner, Ana Mena, Ventino, Karol G,Camilo, CD9, Emilia, Danny Ocean, Nicki Nicole, María Becerra entre otros. Algunos de estos artistas latinos están fuertemente influenciados por el reguetón y el trap y acaban de comenzar su carrera.